# مفاعل اختبار درجة الحرارة العالية
مفاعل الاختبار ذو درجة الحرارة العالية (HTTR) هو مفاعل أبحاث مبرد بالغاز خاضع للسيطرة على الجرافيت في اليابان تديره وكالة الطاقة الذرية اليابانية. ويستخدم تجميعات الوقود سداسية طويلة.
وصل مفاعل الاختبار ذو درجة الحرارة العالية أولاً إلى قدرته الكاملة في تصميم 30 ميغاواط (الحرارية) في عام 1999. وقد أظهرت اختبارات أخرى أن النواة يمكن أن تصل إلى درجات حرارة كافية لإنتاج الهيدروجين عبر دورة الكبريت-اليود.

## تفاصيل تقنية
المبرد الأساسي هو غاز الهيليوم عند ضغط حوالي 4 ميجاباسكال ودرجة حرارة مدخله 395 درجة مئوية ودرجة حرارة مخرجه 850-950 درجة مئوية. الوقود هو أكسيد اليورانيوم (المخصب إلى معدل حوالي 6 ٪).